# Cissus lonchiphylla
Cissus lonchiphylla är en vinväxtart som beskrevs av Thw.. Cissus lonchiphylla ingår i släktet Cissus och familjen vinväxter. Inga underarter finns listade i Catalogue of Life.